# ASB Classic 1998
ASB Classic 1998 — жіночий тенісний турнір, що проходив на відкритих кортах з твердим покриттям ASB Tennis Centre в Окленді (Нова Зеландія). Належав до турнірів 4-ї категорії в рамках Туру WTA 1998. Тривав з 5 січня до 10 січня 1998 року. Третя сіяна Домінік Ван Рост здобула титул в одиночному розряді і заробила 17 700 доларів.

## Фінальна частина

### Одиночний розряд
Домінік Ван Рост —  Сільвія Фаріна, 4–6, 7–6(11–9), 7–5
- Для Ван Рост це був 1-й титул за рік і 6-й — за кар'єру.

### Парний розряд
Міягі Нана /  Тамарін Танасугарн —  Жюлі Алар-Декюжі /  Жанетта Гусарова, 7–6(7–1), 6–4
- Для Міяґі це був 1-й титул за рік і 8-й — за кар'єру. Для Танасугарн це був єдиний титул за сезон і 1-й — за кар'єру.

## Розподіл призових грошей
| Дисципліна       | П       | F      | ПФ     | ЧФ     | 1/8    | 1/16 |
| Одиночний розряд | $17,700 | $8,350 | $4,275 | $2,150 | $1,115 | $700 |